# Progressed
Progressed é o primeiro extended play da banda britânica Take That. A coleção foi lançada em 10 de junho de 2011 e apresenta oito faixas inéditas embalados juntos ao sexto álbum de estúdio de Take That, Progress. Ele foi precedido pelo primeiro single "Love Love" em 11 de Maio, que serve como tema principal para o filme X-Men: First Class.

## Antecedentes
Inicialmente acreditava-se que Robbie Williams voltaria ao Take That em uma capacidade de curto prazo para o Progress, álbum que estreou no número 1 no Reino Unido e alcançou um sucesso semelhante na Europa, e o subseqüente recordista, a turnê Progress Live. No entanto, em 29 de março de 2011, Gary Barlow revelou que Take That havia sido a estudar a possibilidade de criação de novo material como um quinteto, afirmando que "no começo todos nós dissemos que ia durar para um álbum, mas estamos começar a escrever novamente", que sugeriu Barlow pode resultar em uma nova versão no futuro. Em 19 de Maio 2011, Take That confirmou oficialmente o lançamento do Progressed, devido ao lançamento em 13 de Junho de 2011, no Reino Unido, após o lançamento de seu primeiro single, "Love Love".

## Sobre o lançamento
O novo material foi lançado no meio da turnê da banda, Progress Live, que os viram tocar para 1,8 milhões de pessoas com mais de uma série de datas do estádio em toda a Europa. A gerente de marketing sênior da Polydor, Emma Powell, disse sobre o novo lançamento, "Com dois milhões de cópias vendidas do Progress só no Reino Unido, é incrível a banda entregou oito novas músicas para os fãs. É um grande pacote para os fãs." Ela acrescentou que um novo aplicativo do Take That para iPhones, iPads e Android também estava sendo lançado para coincidir com a turnê, com exclusividade cenas de bastidores da banda para seguir a anterior App Progress, que teve mais de 300.000 downloads.

## Faixas
Todas as faixas escritas e compostas por Gary Barlow, Howard Donald, Jason Orange, Mark Owen e Robbie Williams. 
| N.º | Título                     | Vocais principais            | Duração |  |
| 1.  | "When We Were Young"       | Robbie Williams, Gary Barlow | 4:34    |  |
| 2.  | "Man"                      | Gary Barlow, Mark Owen       | 4:39    |  |
| 3.  | "Love Love"                | Gary Barlow, Mark Owen       | 3:43    |  |
| 4.  | "The Day the Work Is Done" | Mark Owen, Gary Barlow       | 4:04    |  |
| 5.  | "Beautiful"                | Gary Barlow                  | 4:14    |  |
| 6.  | "Don't Say Goodbye"        | Gary Barlow                  | 3:54    |  |
| 7.  | "Aliens"                   | Howard Donald, Mark Owen     | 4:48    |  |
| 8.  | "Wonderful World"          | Mark Owen, Jason Orange      | 4:58    |  |

## Histórico de lançamentos
| Região      | Data                | Formato              |
| ----------- | ------------------- | -------------------- |
| Irlanda     | 10 de junho de 2011 | CD, digital download |
| Reino Unido | 13 de junho de 2011 | CD, digital download |
| Itália      | 14 de junho de 2011 | CD, digital download |
| Dinamarca   | 15 de junho de 2011 | CD, digital download |
| Austrália   | 17 de junho de 2011 | CD, digital download |
| Alemanha    | 17 de junho de 2011 | CD, digital download |
| Brasil      | 28 de junho de 2011 | CD, digital download |

## Desempenho nas paradas
| Parada (2011)                        | Posição mais alta |
| ------------------------------------ | ----------------- |
| Danish Albums Chart                  | 1                 |
| Dutch Albums Chart                   | 21                |
| German Albums Chart                  | 29                |
| Irish Albums Chart[A]                | 2                 |
| Scottish Albums Chart[A]             | 1                 |
| South Korea Gaon International Chart | 81                |
| Spanish Albums Chart                 | 46                |
| UK Albums Chart[A]                   | 1                 |
| UK Download Chart[A]                 | 1                 |

- A↑  Em certos territórios, Progressed marcou gráfico junto com Progress sob o mesmo título.

Parada de fim de ano
| Parada (2011)       | Posição |
| ------------------- | ------- |
| Danish Albums Chart | 57      |